# Крикливые каракары
Крикливые каракары (лат. Milvago) — род хищных птиц семейства соколиных.

## Список видов
Международный союз орнитологов относит к роду 2 вида:
- Milvago chimachima (Vieillot, 1816) — Химахима
- Milvago chimango (Vieillot, 1816) — Химанго

## Описание
Длина тела 37-46 см, длина крыла 27-32 см, масса 300—400 г. Химанго рыжая с белым надхвостьем, хвост полосатый, клюв, «лицо» и лапы синевато-серые. Химахима белая или кремовая, тёмная спина и крылья, хвост полосатый, неоперённая часть «лица» и лапы светло-зелёные.
Населяют полупустыню, пампу, редколесья, нередки у населённых пунктов. Всеядны: питаются насекомыми, лягушками, ящерицами, мелкими зверьками, падалью, фруктами, овощами, початками кукурузы.
Иногда держатся группами по 20-30 птиц
Химанго населяют южную часть Южной Америки до Боливии на севере. Химахима — Южную Америку от северной Аргентины на юге, и южную часть Центральной Америки.

## Галерея

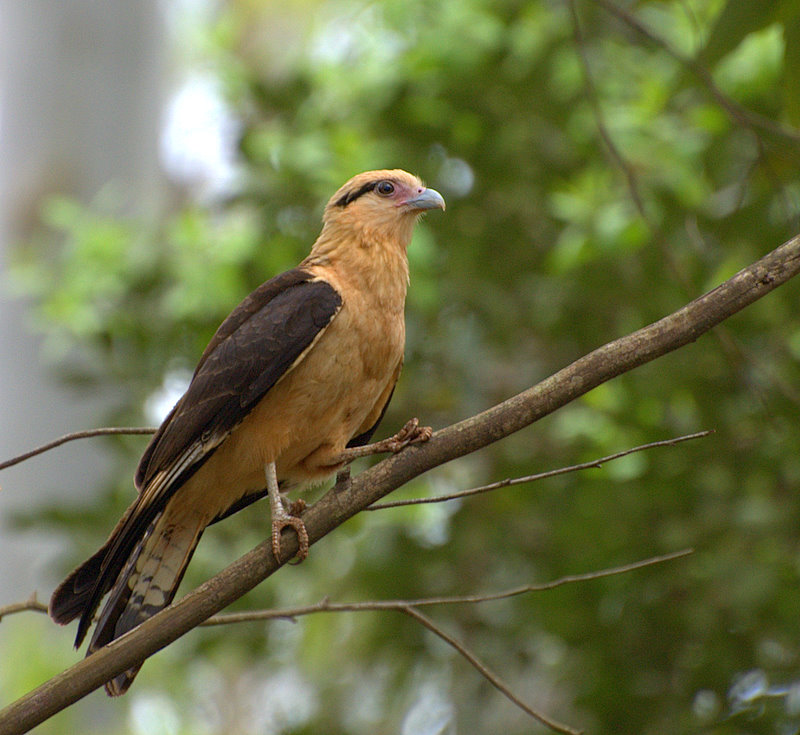
Химахима
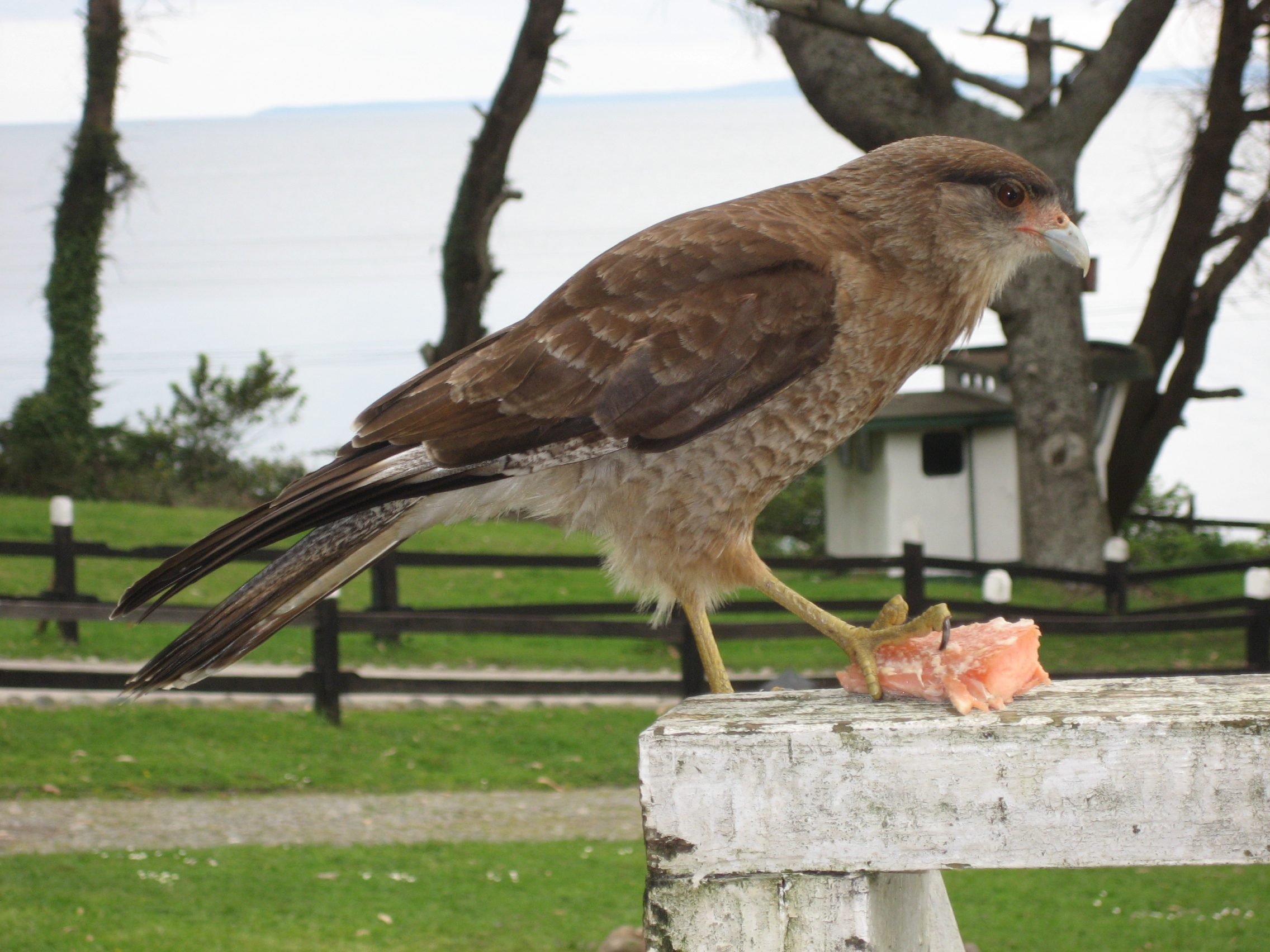
Химанго